# アテンション・エコノミー
アテンション・エコノミー（英: attention economy）とは、インターネットが発達するなどした情報過多の高度情報化社会においては、情報の優劣よりも「人々の関心・注目」という希少性こそが経済的価値を持つようになり、それ自体が重要視・目的化・資源化・交換財化されるようになるという実態を指摘した概念。関心経済（かんしんけいざい）とも。
「情報の質的な優秀さ・正確性・倫理性」と、「人々の関心・注目」が、合致する場合もあれば、相反する場合もある。後者の場合、炎上マーケティング・虚偽報道（フェイクニュース）・扇情主義などが問題となる。

## 歴史
1960年代後半、ノーベル経済学賞を受賞したハーバート・サイモンは、情報経済において「アテンション（関心）」が通貨のように取引されると予言した。
サイモンの予言が現実のものとして扱われるのは、1997年、アメリカの社会学者マイケル・ゴールドハーバー（Michael Goldhaber）による提唱である。
近年、アテンション・エコノミーの負の側面が注目される機会が増え、総務省発行の令和5年（2023年）版の情報通信白書では、インターネット上での偽・誤情報の拡散についての現状分析の冒頭でアテンション・エコノミーを取り上げている。
読売新聞社が2023年に記事とした調査では、アテンション・エコノミーに問題があるとする回答が86%（大いに問題がある39％、多少は問題だ47％）であったとしている。